# Ságvár, Somogy
Ságvár  este un sat în districtul Siófok, județul Somogy, Ungaria, având o populație de 1.820 de locuitori (2011). 

## Demografie
Componența etnică a satului Ságvár
     Maghiari (94,38%)
     Germani (2,75%)
     Romi (1,71%)
     Necunoscut (0,37%)
     Alții (0,79%)
Componența confesională a satului Ságvár
     Romano-catolici (41,43%)
     Reformați (15,38%)
     Fără religie (8,52%)
     Necunoscută (32,91%)
     Alte religii (3,13%)
Conform recensământului din 2011, satul Ságvár avea 1.820 de locuitori. Din punct de vedere etnic, majoritatea locuitorilor (94,38%) erau maghiari, existând și minorități de germani (2,75%) și romi (1,71%). Apartenența etnică nu este cunoscută în cazul a 0,37% din locuitori. Nu există o religie majoritară, locuitorii fiind romano-catolici (41,43%), reformați (15,38%) și persoane fără religie (8,52%). Pentru 32,91% din locuitori nu este cunoscută apartenența confesională.